# Lutz Heck
Ludwig Georg Heinrich (Lutz) Heck (Berlijn, 23 april 1892 – Wiesbaden, 6 april 1983) was een Duits zoöloog en directeur van de dierentuin Zoologischer Garten Berlin. Net als zijn broer Heinz is hij bekend van pogingen om uitgestorven wilde voorouders van grote grazers te "herscheppen", wat leidde tot het ontstaan van het Heckrund en het Heckpaard.

## Reconstructie verdwenen soorten
Aan het einde van de jaren twintig namen Lutz en zijn broer Heinz Heck het initiatief tot verschillende kweekprogramma’s. Ze gingen daarbij uit van de veronderstelling dat eigenschappen van verdwenen voorouders kunnen opduiken in kruisingen van gedomesticeerde rassen met primitieve kenmerken (zoals bijvoorbeeld een grove bouw en winterhardheid).  Een van de dieren die ze graag wilden “reconstrueren” was de wilde voorouder van alle gedomesticeerde runderen: het in 1627 in Polen uitgestorven Oerrund (Bos primigenius). Daarnaast ging hun aandacht uit naar de “stamvader” van de paarden: de eveneens uitgestorven Tarpan (Equus ferus ferus).

## Directeur Zoologischer Garten Berlin

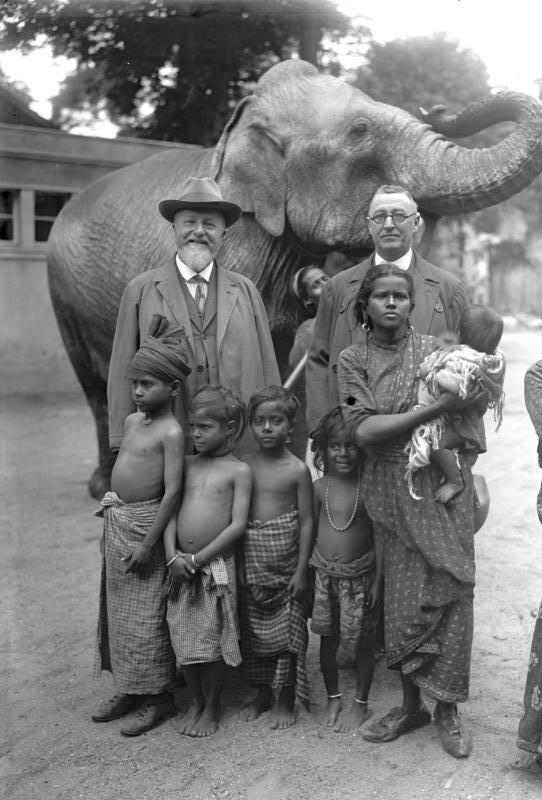
Ludwig Heck, vader van Lutz Heck, als directeur van de Berlijnse zoo (1931)

Dr. Lutz Heck werd op 1 januari 1932 als wetenschappelijk directeur van de Berlijnse zoo aangesteld als vervanger van zijn vader professor Ludwig Heck. Sinds 1923 was hij al werkzaam geweest als plaatsvervangend directeur.

## Naziperiode
Op 1 juni 1933 werd Lutz Heck “steunend lid” (Förderndes Mitglied) van de SS. Op 1 mei 1937 werd hij ook lid van de NSDAP. In het daarop volgende jaar volgde zijn benoeming tot professor, alsook zijn aanstelling tot werkleider van de afdeling Natuurbescherming in het Reichsforstamt. Enkele hedendaagse journalisten koppelen het “reconstructiewerk” van de broers Heck aan het beleid in het Derde Rijk (1933-1945). Historische bronnen geven aan dat de door nationaalsocialisten nagestreefde zuivering van het Arische ras ook in het bos- en wildbeheer moest worden doorgevoerd. Diverse boeken gaan in op deze koppeling van natuurbehoud aan nationalisme en nazisme. Het toepassingsgericht onderzoek van de broers Heck naar “zuivere oervormen” van dierenrassen kreeg in elk geval steun van het prille nationaalsocialistische bewind. Lutz en Heinz Heck onderhielden goede contacten met Hermann Göring, die in 1933 tot Reichsjägermeister en in 1934 tot Reichsforstmeister werd benoemd. Deze fervente jager liet in samenwerking met de broers Heck enkele Heckrunderen los in zijn jachtgebied "Rominten" (Krasnolesye) in het Rominckabos, nabij de Poolse-Russische grens.

## Werk na WO II
Na de Tweede Wereldoorlog kreeg Lutz Heck te horen dat hij op een Russische uitleveringlijst stond wegens het "importeren" van dieren uit Rusland. Na enkele dagen in Berlijn ondergedoken te hebben gezeten, vluchtte hij met zijn vrouw op 6 mei naar Beieren dat door de Amerikanen bezet werd. Als directeur van de zoo werd hij vervangen door dr. Katharina Heinroth.
Vervolgens richtte Heck zich op het zuiden van Afrika. In zijn boek Grosswild im Etoschaland (1955), stelde hij dat het zorgvuldig selecteren en kruisen van steppezebra’s (Equus quagga) een dier kon opleveren dat identiek zou zijn aan de uitgestorven quagga.

## Heckrund
De experimenten van Lutz Heck met runderrassen zouden resulteren in een ras dat vandaag bekendstaat als Heckrund. In Vlaanderen werd het Heckrund in de jaren negentig opgepikt door de Afdeling Natuur van de Vlaamse overheid, die in een nieuwsbrief uit 1999 de terugkeer van het oerrund met blokletters aankondigde. De toenmalige directeur van de Afdeling Natuur corrigeerde dat en stipte aan dat de administratie er zich wel degelijk van bewust is dat het fenotype van Heckrunderen niet overeenstemt met dat van het uitgestorven oerrund. Hiermee werd ook het pseudowetenschappelijke karakter van het werk van Lutz Heck onderstreept.
- Bibsys: 90596571
- Gemeinsame Normdatei: 116560495
- International Standard Name Identifier: 0000 0001 1439 2488
- Library of Congress Control Number: n85816001
- Nationale Bibliotheek van Tsjechië: mzk2016900508
- Nationale Bibliotheek van Israël: 987007279294005171
- Nederlandse Thesaurus van Auteursnamen: 072384859
- Istituto Centrale per il Catalogo Unico: TO0V463835
- Système universitaire de documentation: 156917947
- Virtual International Authority File: 20434967
- WorldCat: E39PBJrwW3QqwMdKRbjRVVgHYP